# 俵積田晃太
俵積田 晃太（たわらつみだ こうた、2004年5月14日 - ）は、神奈川県相模原市出身のプロサッカー選手。Jリーグ・FC東京所属。ポジションはミッドフィールダー（MF）。日本代表。

## 来歴

### クラブ経歴
FC東京U-18在籍中の2022年2月、2種登録選手としてトップチームに登録された。8月、2023年からのトップチームへの加入が内定した。2月26日のJ1第2節・柏レイソル戦（三協フロンテア柏スタジアム）に出場しJリーグデビューを果たした。9月23日のJ1第28節・サガン鳥栖戦（味の素スタジアム）で決勝点となるプロ初ゴールを決めた。また10月1日のJ1第29節・ガンバ大阪戦のゴールが10月の月間ベストゴールに選ばれるとともに「2023Jリーグ最優秀ゴール賞 最終ノミネートゴール」に選出された。

### 日本代表
2025年6月5日、10日に行われる2026FIFAワールドカップアジア最終予選の召集メンバーに選ばれた。

## 所属クラブ
- ARTE八王子FCジュニア
- FC東京U-15むさし
- FC東京U-18
  - 2022年 FC東京（2種登録選手）
- 2023年 -  FC東京

## 個人成績
| 国内大会個人成績 | 国内大会個人成績 | 国内大会個人成績 | 国内大会個人成績 | 国内大会個人成績 | 国内大会個人成績 | 国内大会個人成績 | 国内大会個人成績 | 国内大会個人成績 | 国内大会個人成績 | 国内大会個人成績 | 国内大会個人成績 |
| 年度             | クラブ           | 背番号           | リーグ           | リーグ戦         | リーグ戦         | リーグ杯         | リーグ杯         | オープン杯       | オープン杯       | 期間通算         | 期間通算         |
| 年度             | クラブ           | 背番号           | リーグ           | 出場             | 得点             | 出場             | 得点             | 出場             | 得点             | 出場             | 得点             |
| 日本             | 日本             | 日本             | 日本             | リーグ戦         | リーグ戦         | リーグ杯         | リーグ杯         | 天皇杯           | 天皇杯           | 期間通算         | 期間通算         |
| ---------------- | ---------------- | ---------------- | ---------------- | ---------------- | ---------------- | ---------------- | ---------------- | ---------------- | ---------------- | ---------------- | ---------------- |
| 2023             | FC東京           | 33               | J1               | 27               | 2                | 5                | 0                | 3                | 0                | 35               | 2                |
| 2024             | FC東京           | 33               | J1               | 33               | 2                | 3                | 0                | 2                | 0                | 38               | 2                |
| 2025             | FC東京           | 33               | J1               |                  |                  |                  |                  |                  |                  |                  |                  |
| 通算             | 日本             | 日本             | J1               | 60               | 4                | 8                | 0                | 5                | 0                | 73               | 4                |
| 総通算           | 総通算           | 総通算           | 総通算           | 60               | 4                | 8                | 0                | 5                | 0                | 73               | 4                |

- Jリーグ初出場 - 2023年2月26日 J1第2節・柏レイソル戦（三協フロンテア柏スタジアム）
- Jリーグ初得点 - 2023年9月23日 J1第28節・サガン鳥栖戦（味の素スタジアム）

## タイトル

### 代表
- EAFF E-1サッカー選手権（2025年）

## 代表歴

### 出場大会
- 日本代表
  - 2026 FIFAワールドカップ・アジア3次予選（2025年）
  - EAFF E-1サッカー選手権（2025年）

### 試合数
- 国際Aマッチ 3試合 0得点（2025年 - ）

| 日本代表 | 国際Aマッチ | 国際Aマッチ |
| 年       | 出場        | 得点        |
| -------- | ----------- | ----------- |
| 2025     | 3           | 0           |
| 通算     | 3           | 0           |

### 出場
| No. | 開催日        | 開催都市 | スタジアム                 | 対戦国         | 結果 | 監督   | 大会                                   |
| --- | ------------- | -------- | -------------------------- | -------------- | ---- | ------ | -------------------------------------- |
| 1.  | 2025年6月5日  | パース   | パース・スタジアム         | オーストラリア | ●0-1 | 森保一 | 2026 FIFAワールドカップ・アジア3次予選 |
| 2.  | 2025年6月10日 | 吹田     | 市立吹田サッカースタジアム | インドネシア   | ◯6-0 | 森保一 | 2026 FIFAワールドカップ・アジア3次予選 |
| 3.  | 2025年7月12日 | 龍仁     | 龍仁ミルスタジアム         | 中国           | ◯2-0 | 森保一 | EAFF E-1サッカー選手権2025             |